# Mathieu Darche
Mathieu Darche (* 26. November 1976 in Saint-Laurent, Québec) ist ein ehemaliger kanadischer Eishockeyspieler und derzeitiger -funktionär, der im Verlauf seiner aktiven Karriere zwischen 1996 und 2012 unter anderem 268 Spiele für die Columbus Blue Jackets, Nashville Predators, San Jose Sharks, Tampa Bay Lightning und Canadiens de Montréal in der National Hockey League (NHL) auf der Position des linken Flügelstürmers bestritten hat. Seit Mai 2025 ist er bei den New York Islanders als General Manager tätig.

## Karriere
Darche spielte zunächst von 1996 bis 2000 an der kanadischen McGill University, wo er seine Offensivproduktivität von Jahr zu Jahr steigerte. In seinem letzten Jahr gelangen ihm in 26 Spielen 62 Scorerpunkte.
Nachdem er nicht im NHL Entry Draft ausgewählt worden war, nahmen ihn zu Beginn der Saison 2000/01 die Columbus Blue Jackets, die in ihre erste NHL-Saison gingen, unter Vertrag. Dort spielte er die folgenden drei Spielzeiten zumeist im Farmteam, den Syracuse Crunch. In dieser Zeit bestritt er nur 24 NHL-Spiele, wobei er zwei Punkte verbuchen konnte. Zu Beginn der Saison 2003/04 wechselte Darche zu den Nashville Predators, für die er aber auch in nur einem einzigen NHL-Spiel auflaufen durfte. Die meiste Zeit verbrachte er bei den Milwaukee Admirals in der AHL, mit denen er am Ende der Playoffs den Calder Cup gewinnen konnte. Die Lockout-Saison verbrachte der Kanadier bei den Hershey Bears, ehe er zur Saison 2005/06 in die Deutsche Eishockey Liga zu den Füchsen Duisburg wechselte.
Nach nur einem Jahr in Deutschland unterschrieb Darche im Juli 2006 einen Vertrag bei den San Jose Sharks, die ihn in ihrem neuen Farmteam, den Worcester Sharks, einsetzten. Da das Team in seine erste AHL-Saison ging, stellte Darche einige Franchise-Rekorde auf. So erzielte er das erste Tor der Franchise-Geschichte, verbuchte den ersten Hattrick und stellte einen Rekord mit fünf Scorerpunkten in einem Spiel auf. Am 16. Februar 2007 gab er beim Auswärtsspiel gegen die Columbus Blue Jackets sein NHL-Debüt für San Jose. Er verließ die Organisation der Sharks nach Ablauf der Saison 2006/07 und wechselte als Free Agent für ein Jahr zu den Tampa Bay Lightning, wo er sich einen Stammplatz im Kader erarbeitete und 73 Saisonspiele bestritt. Dennoch verlängerten die Lightning, die sich im Sommer 2008 bedingt durch einen Besitzerwechsel im Umbruch befanden, seinen auslaufenden Vertrag nicht. In der Folge unterschrieb Darche einen Einjahresvertrag beim Ligakonkurrenten Buffalo Sabres, wo er sich jedoch nicht im NHL-Kader durchsetzen konnte, sondern in die AHL zu den Portland Pirates geschickt wurde. Nach nur einer Saison in Portland nahmen ihn die Canadiens de Montréal unter Vertrag. Die Saison 2009/10 verbrachte er sowohl im NHL-Kader der Canadiens als auch im Farmteam bei den Hamilton Bulldogs in der American Hockey League. In der folgenden Saison erarbeitete sich Darche einen Stammplatz in Montréal.
Nach dem Ende der Saison 2011/12 beendete Darche im Alter von 36 Jahren seine aktive Karriere. Er zog sich danach zunächst aus dem Geschäft zurück, ehe er ab der Saison 2019/20 als Director of Hockey Operations bei den Tampa Bay Lightning anheuerte. Ab dem Sommer 2022 fungierte er zudem als Assistent des General Managers. Seit Mai 2025 ist er bei den New York Islanders als General Manager tätig.

## Erfolge und Auszeichnungen
| - 1998 OUAA East Second All-Star Team - 1999 OUAA East First All-Star Team - 2000 OUAA First All-Star Team | - 2000 CIAU All-Canadian Team - 2004 Calder-Cup-Gewinn mit den Milwaukee Admirals - 2007 Teilnahme am AHL All-Star Classic |

## Karrierestatistik
(Legende zur Spielerstatistik: Sp oder GP = absolvierte Spiele; T oder G = erzielte Tore; V oder A = erzielte Assists; Pkt oder Pts = erzielte Scorerpunkte; SM oder PIM = erhaltene Strafminuten; +/− = Plus/Minus-Bilanz; PP = erzielte Überzahltore; SH = erzielte Unterzahltore; GW = erzielte Siegtore; 1 Play-downs/Relegation; Kursiv: Statistik nicht vollständig)